# San Gabriel, Chiapas
San Gabriel är en ort i Mexiko.   Den ligger i kommunen Chilón och delstaten Chiapas, i den sydöstra delen av landet, 800 km öster om huvudstaden Mexico City. San Gabriel ligger 1 160 meter över havet och antalet invånare är 151.
Terrängen runt San Gabriel är kuperad norrut, men söderut är den bergig. Runt San Gabriel är det ganska glesbefolkat, med 43 invånare per kvadratkilometer. Närmaste större samhälle är Ocosingo, 19,8 km sydväst om San Gabriel. I omgivningarna runt San Gabriel växer i huvudsak städsegrön lövskog.